# Venezuela világörökségi helyszínei
Venezuela területéről eddig három helyszín került fel a világörökségi listára, további három helyszín a javaslati listán várakozik a felvételre.
| | Coro városa és kikötője |
| 1993 |                         |
| A veszélyeztetett világörökségi helyszínek listájára került: 2005 |                         |
| Kulturális (IV)(V) |                         |
| Védett terület: 18,4 ha, puffer zóna: 186,3 ha, hivatkozás: 658 |                         |
| Santa Ana de Corót 1527-ben a spanyol gyarmatosítás legkorábbi időszakában alapította Juan de Amples, aki eredetileg kereskedelmi központot akart kialakítani a területen. Nem sokkal alapítása után azonban egy német kereskedő Ambrosius Dalfinger bérbe vette az augsburgi Welser család számára és 1546-ig német fennhatóság alatt volt. Ezután visszakerült a spanyol uralom alá, de amikor a tartomány önkormányzata Caracasba költözött fokozatosan elvesztette jelentőségét. A 18. században a Holland Antillákkal folytatott kereskedelem révén újra fejlődésnek indult. A város megőrizte eredeti arculatának nagy részét, és számos jelentős emléket a spanyol gyarmatosítás legkorábbi időszakából. Területén összesen 602 történelmi műemlék található. Az óváros épületei és templomai vályogtéglákból épültek építészeti stílusukban egyaránt felfedezhetőek a spanyol mudéjar és a holland barokk építészet elemei. Az óváros legfontosabb épületei a ferences templom, az 1765-ben épült úgynevezett Vasablakos ház 8 méter magas barokk kapujával, illetve a királyi kórház kápolnája. Legszebb tere a Plaza de San Clemente az azonos nevű kereszttel. A világörökségi helyszínhez tartozik még a tengerpart mellett egy földszoroson elterülő Los Medanos de Coro Nemzeti Park is. A 2004-ben és 2005-ben történt rendkívüli esőzések jelentős károkat okoztak, ezért a helyszín felkerült a Veszélyeztetett világörökségi helyszínek listájára. |                         |

| | Canaima Nemzeti Park |
| 1994 |                      |
| Természeti (VII)(VIII)(IX)(X) |                      |
| Védett terület: 3 000 000 ha, hivatkozás: 701 |                      |
| Venezuela második legnagyobb nemzeti parkja, a 30 000 négyzetkilométeren elterülő Canaima Nemzeti Park Venezuela délkeleti részén, az ország guyanai és brazíliai határvidékén fekszik. A nemzeti parkot 1962-ben alapították, majd 1975-ben megkétszerezték a védelem alá vont terület nagyságát. A park kétharmadát táblás hegyképződmények, úgynevezett tepuik borítják. A parkra sűrű növényzet, meredek sziklák, látványos vízesések, zuhatagok jellemzőek. Egyes részein szavanna, más részein áthatolhatatlan esőerdők és bozótosok találhatók. Itt látható a világ legmagasabb vízesése is a 980 méterről lezúduló Angel-vízesés is. A park nyugati része kizárólag légi úton közelíthető meg, míg a keleti felének egy részét turisták is látogathatják. Becslések szerint a természetvédelmi területen mintegy 3000 – 5000 virágos növény és páfrányfaj él, közöttük sok őshonos. Jelentős a húsevő növényfajok és az orchideák száma is. Az itt élő állatvilág is változatos, eddig 118 emlős-, 550 madár-, 72 hüllő- és 55 kétéltű fajt dokumentáltak. A térség már 10 000 évvel ezelőtt is lakott volt, a parkban eddig két 9000 évesre becsült régészeti lelőhelyet tártak fel. |                      |

| | Ciudad Universitaria de Caracas (Caracas egyetemvárosa) |
| 2000 |                                                         |
| Kulturális (I)(IV) |                                                         |
| Védett terület: 164,2 ha, hivatkozás: 986 |                                                         |
| A Carlos Raúl Villanueva építész tervei alapján 1940 és 1960 között épület városrész a modern városépítészet és várostervezés egyik remekműve. Tervezésekor olyan megoldásokat is alkalmaztak amelyek Venezuela gyarmatosításának korára vezethetők vissza, mint például az élénk színek, a rácsos ablakok és a sűrű növényzettel beültetett belső udvarok. Az egyetemváros leglátványosabb építményei a stadion és a nagy aula. Az épületegyüttesre a tágas csarnokok és sétányok jellemzőek, amik a különálló épületeket egy könnyen áttekinthető egységgé fogják össze. A csarnokok árnyékot biztosító tetőkkel nyílnak a terekre, ezzel is próbáltak védekezni a trópusi hőség ellen. A központi helyekre műalkotásokat tettek, köztük Alexander Calder „Felhők” című művét, amit a nagy aula mennyezetére és falaira rögzítettek. Az építmények alapanyaga elsősorban vasbeton, a benne rejlő építészeti újítások lehetőségeit leginkább a stadionnál használták ki. Az egyetemváros a 20. század első felére jellemző építészetének olyan kiváló összefoglalása ami világszinten is csak nagyon kevés helyen található meg. |                                                         |

## Javasolt helyszínek
| Megnevezés                                           | Kép | Típus      | Kritérium      | Év   | Link |
| ---------------------------------------------------- | --- | ---------- | -------------- | ---- | ---- |
| Ciudad Bolivar az Orinoco-folyó legkeskenyebb részén |     | Vegyes     | -              | 2003 | 1804 |
| Chuao ültetvény                                      |     | Vegyes     | -              | 2002 | 1635 |
| La Guaira város                                      |     | Kulturális | II, III, IV, V | 1999 | 1306 |